# Erin Sanders
Erin Zariah Sanders (Santa Mónica, California, 19 de enero de 1991) es una actriz, instructora de yoga y escritora estadounidense. Es conocida por sus papeles como Quinn Pensky en Zoey 101, Camille Roberts en Big Time Rush, y por interpretar a Eden Baldwin en The Young and the Restless en 2008. Apareció como Chris en ABC Family's Melissa and Joey. y protagonizó la película Culpable a los 17, que se estrenó en Lifetime.

## Biografía
La actriz nació el 19 de enero de 1991, en Santa Mónica, California. Sus padres son Marc Sanders y la cantante, compositora Kathy Silbert, Erin no parece tener hermanos. Y desde muy pequeña fue niña exploradora, de hecho estaba vendiendo galletas cuando un agente de casting la descubrió a los nueve años.

## Carrera
Desde entonces, Erin ha realizado variedad de anuncios comerciales, series, cortometrajes y películas.
Cuando tenía 13 años, fue elegida para su papel de Quinn Pensky en la serie de Nickelodeon Zoey 101. Interpretó a la genio científica, durante las cuatro temporadas del programa. Sé ganó su primer Young Artist Awards por Mejor Actriz Joven Recurrente de TV de 2008. 
También en 2008 interpretó a Eden Baldwin, en The Young and the Restless en donde ganó nuevamente otro Young Artist Awards por Mejor Actuación en Una Serie de TV - Actriz Joven Recurrente. 
Desde el año 2009 hasta 2013 fue parte de otra serie de Nickelodeon, Big Time Rush,  Erin interpretó a la carismática actriz de arte dramático, Camille Roberts, la cual representa el interés amoroso de uno de los protagonistas, Logan Mitchell, interpretado por Logan Henderson. Por su trabajo en la serie, ganó dos años consecutivos el premio Young Artist Awards por Mejor Actriz Joven Recurrente en TV, entre 17-21 años, en los años 2011 y 2012. 
Ella fue invitada a su vez a participar en series como Carnivàle, Judging Amy, Castle, The Mentalist, CSI Miami, Par de Reyes, Weeds, Mad Men, The Fresh Beat Band, Melissa & Joey, entre otras más.
Protagonizó el Short Film, estrenado en 2002, Never, Never, hizo cameo en Model Minority, protagonizó Guilty at 17 y co - protagoniza The Call.
En 2020 apareció en un episodio de la serie de comedia de sketches de Nickelodeon, All That, en un sketch con muchos de sus coprotagonistas de Zoey 101. 
En 2022 realizó un cortometraje titulado: Four Hour Layover in Juarez.
Para 2023 Zoey 102 en donde retomó nuevamente su personaje de Quinn Pensky.

## Vida personal
Erin, está en una relación con el DJ canadiense Adam Johan, desde el año 2016.
Ella aparte de la actuación, ejerce como instructora de yoga y escritora de guiones.

## Filmografía
| Año       | Título                     | Rol                | Notas                                                                   |
| --------- | -------------------------- | ------------------ | ----------------------------------------------------------------------- |
| 2001      | Apple Valley Knights       | Molly Knight       | Piloto no emitido                                                       |
| 2002      | American Dreams            | Jenny McMullen     | Episodio: "Pryor Knowledge"                                             |
| 2003      | Judging Amy                | Janice Witherspoon | Episodio: "The Wrong Man"                                               |
| 2003      | Carnivàle                  | Irina              | Episodios: "The River", "The Day That Was the Day"                      |
| 2003      | Strong Medicine            | Paige Jackson      | Episodio: "Prescriptions"                                               |
| 2005      | 8 Simple Rules             | Riley              | Episodio: "Closure"                                                     |
| 2005–2008 | Zoey 101                   | Quinn Pensky       | Elenco principal serie de TV Nickelodeon - 61 episodios.                |
| 2008      | The Young and the Restless | Eden Baldwin       | Elenco principal, serie de TV - 32 episodios.                           |
| 2009      | Weeds                      | Danielle / Pinky   | Episodios: "Where the Sidewalk Ends", "Suck 'n' Spit"                   |
| 2009      | Mad Men                    | Sandy              | Episodio: "Seven Twenty Three"                                          |
| 2009      | Castle                     | Rosie Freeman      | Episodio: "Vampire Weekend"                                             |
| 2009–2013 | Big Time Rush              | Camille Roberts    | Elenco recurrente, serie de TV Nickelodeon - 41 episodios.              |
| 2010      | The Mentalist              | Isabel Seberg      | Episodio: "Code Red"                                                    |
| 2011      | CSI: Miami                 | Megan Wells        | Episodio: "Stoned Cold"                                                 |
| 2012      | Sketchy                    | Batgirl            | Episodio: "Gotham Rock Anthem"                                          |
| 2012      | The Fresh Beat Band        | Princess           | Episodio: "Royal Wedding"                                               |
| 2012      | Pair of Kings              | Nannie             | Episodios: "The Oogli Stick"                                            |
| 2012      | Model Minority             | Josie              | Reparto, película                                                       |
| 2014      | Melissa & Joey             | Chris              | Episodios: "Catch & Release", "More Than Roommates", "Maybe I'm Amazed" |
| 2014      | Guilty at 17               | Traci Scott        | Protagonista, película de TV                                            |
| 2017      | Limelight                  | Michelle Gleason   | Elenco principal, película                                              |
| 2020      | All That                   | Ella misma         | Estrella invitada 1 episodio, serie de TV                               |
| 2020      | The Call                   | Tonya Michelle     | Coprotagonista, película                                                |
| 2023      | Zoey 102                   | Quinn Pensky       | Elenco principal, película de TV Paramount+                             |

## Videos musicales
| Año  | Título            | Rol                          | Artista                                  |
| ---- | ----------------- | ---------------------------- | ---------------------------------------- |
| 2010 | The City is Ours  | Ella misma / Camille Roberts | Big Time Rush                            |
| 2019 | Killing Me Slowly | Ella misma                   | Bad Wolves                               |
| 2020 | Follow Me         | Ella misma / Quinn Pensky    | Jamie Lynn Spears (con Chantel Jeffries) |

## Premios y nominaciones
| Año  | Premiación          | Categoría                                                                      | Trabajo                             | Resultado | Ref    |
| ---- | ------------------- | ------------------------------------------------------------------------------ | ----------------------------------- | --------- | ------ |
| 2003 | Young Artist Awards | Mejor Actuación en Una Película - Actriz Joven de Reparto                      | Never, Never                        | Nominada  | [ 2 ]  |
| 2004 | Young Artist Awards | Mejor Actuación en Una Serie de televisión - Actriz Joven Recurrente           | Carnivàle                           | Nominada  | [ 3 ]  |
| 2006 | Young Artist Awards | Mejor Elenco Joven en Una Serie de TV (Comedia o Drama)                        | Zoey 101 (compartido con el elenco) | Ganadores | [ 4 ]  |
| 2007 | Young Artist Awards | Mejor Elenco Joven en Una Serie de TV (Comedia o Drama)                        | Zoey 101 (compartido con el elenco) | Ganadores | [ 5 ]  |
| 2008 | Young Artist Awards | Mejor Elenco Joven en Una Serie de TV                                          | Zoey 101 (compartido con el elenco) | Nominados | [ 6 ]  |
| 2008 | Young Artist Awards | Mejor Actuación en Una Serie de TV - Actriz Joven Recurrente                   | Zoey 101                            | Ganadora  | [ 6 ]  |
| 2009 | Young Artist Awards | Mejor Actuación en Una Serie de TV (Comedia o Drama) - Actriz Joven de Reparto | Zoey 101                            | Nominada  | [ 7 ]  |
| 2009 | Young Artist Awards | Mejor Actuación en Una Serie de TV - Actriz Joven Recurrente                   | The Young and the Restless          | Ganadora  | [ 7 ]  |
| 2010 | Young Artist Awards | Mejor Actuación en Una Serie de TV - Actriz Joven Invitada                     | Mad Men                             | Nominada  | [ 8 ]  |
| 2011 | Young Artist Awards | Mejor Actuación en Una Serie de TV - Actriz Joven Recurrente, Entre 17-21 Años | Big Time Rush                       | Ganadora  | [ 9 ]  |
| 2011 | Young Artist Awards | Mejor Actuación en Una Serie de TV - Actriz Joven Invitada, Entre 16-21 Años   | The Mentalist                       | Nominada  | [ 9 ]  |
| 2012 | Young Artist Awards | Mejor Actuación en Una Serie de TV - Actriz Joven Recurrente, Entre 17-21 Años | Big Time Rush                       | Ganadora  | [ 10 ] |
| 2012 | Young Artist Awards | Mejor Actuación en Una Serie de TV - Actriz Joven Invitada, Entre 17-21 Años   | CSI: Miami                          | Nominada  | [ 10 ] |
| 2013 | Young Artist Awards | Mejor Actuación en Una Serie de TV - Actriz Joven Recurrente, Entre 17-21 Años | Big Time Rush                       | Nominada  | [ 11 ] |
| 2013 | Young Artist Awards | Mejor Actuación en Una Serie de TV - Actriz Joven Invitada, Entre 17-21 Años   | The Fresh Beat Band                 | Nominada  | [ 11 ] |